# Чукилите
Чукѝлите е село в Северна България, община Габрово, област Габрово.

## География
Село Чукилите се намира на около 5 km югозападно от центъра на град Габрово и около 2 km западно от строящия се към 2020 г. пътен възел „Дядо Дянко“ в Габрово. Разположено е в източната част на Черновръшкия рид, в котловината в горното течение на река Турски дол, където няколко ручея дават началото ѝ. Надморската височина в ниската югоизточна част на селото е около 515 – 520 m, а на юг, запад и север нараства.
Общинският път, минаващ през Чукилите, води на изток към връзка с третокласния републикански път III-5006 (Габрово – Узана), а след завършването на строящия се към 2020 г. пътен възел „Дядо Дянко“ – и с обходния път на Габрово. На северозапад от Чукилите общинският път води през село Горнова могила към връзка с общинския път от габровския квартал Гачевци през село Пъртевци до село Геновци.
Населението на село Чукилите, наброявало 100 души при преброяването към 1934 г. и намаляло до 20 души към 1985 г., наброява 15 души (по текущата демографска статистика за населението) към 2019 г.

## История
През 1995 г. дотогавашното населено място колиби Чукилите придобива статута на село.

## Население
Преброяване на населението през 2011 г.
Численост и дял на етническите групи според преброяването на населението през 2011 г.:
|                     | Численост | Дял (в %) |
| Общо                | 27        | 100,00    |
| Българи             | 27        | 100,00    |
| Турци               | 0         | 0,00      |
| Цигани              | 0         | 0,00      |
| Други               | 0         | 0,00      |
| Не се самоопределят | 0         | 0,00      |
| Неотговорили        | 0         | 0,00      |